# Alex Strah
Alex Antonio Strah Méndez (né le 26 mars 1996) est un coureur cycliste panaméen.

## Biographie
En novembre 2020, il remporte le titre de champion d'Amérique centrale sur route,.

## Palmarès
- 2017
  - 3e du championnat du Panama du contre-la-montre espoirs
- 2018
  - 2e étape de la Vuelta a Chiriquí (contre-la-montre par équipes)
- 2019
  - 3e du championnat du Panama du contre-la-montre
- 2020
  -  Champion d'Amérique centrale sur route
- 2021
  - 1re étape de la Vuelta a Chiriquí (contre-la-montre par équipes)
  - 3e du championnat du Panama sur route
- 2022
  - 2e du championnat du Panama sur route
- 2024
  - 2e étape de la Vuelta San Carlos
  - 3e de la Vuelta a Chiriquí

## Classements mondiaux
| Année                                 | 2017  | 2018 | 2019  | 2020  | 2021 | 2022 | 2023  |
| ------------------------------------- | ----- | ---- | ----- | ----- | ---- | ---- | ----- |
| Classement mondial                    | 2818e | nc   | 1407e | 1225e | 752e | 664e | 1329e |
| UCI America Tour                      | 447e  | nc   | 198e  | 101e  | 82e  | 58e  | nc    |
|                                       |       |      |       |       |      |      |       |
| Légende : nc = non classéSource : UCI |       |      |       |       |      |      |       |